# Marcel Schirmer
Marcel "Schmier" Schirmer (22 de diciembre de 1966), es un vocalista y bajista alemán, líder y principal compositor de la banda de Thrash metal Destruction.

## Carrera
Inició su carrera musical en 1983 en una banda llamada Knight Of Demon. Más tarde cambio el nombre de la agrupación a Destruction.

## Discografía con Destruction
- Sentence Of Death (1984)
- Infernal Overkill (1985)
- Eternal Devastation (1986)
- Mad Butcher (1987)
- Release From Agony (1988)
- All Hell Breaks Loose (2000)
- The Antichrist (2001)
- Metal Discharge (2003)
- Inventor Of Evil (2005)
- D.E.V.O.L.U.T.I.O.N. (2008)
- Day Of Reckoning (2011)
- Spiritual Genocide (2012)
- Under Attack (2016)
- Born to Perish (2019)
- Diabolical (2022)